# Narām-Sîn
Narām-Sîn 𒀭𒈾𒊏𒄠𒀭𒂗𒍪 (fl. XXIII secolo a.C.) è stato un sovrano accadico, terzo successore di Sargon di Akkad, re degli Accadi.

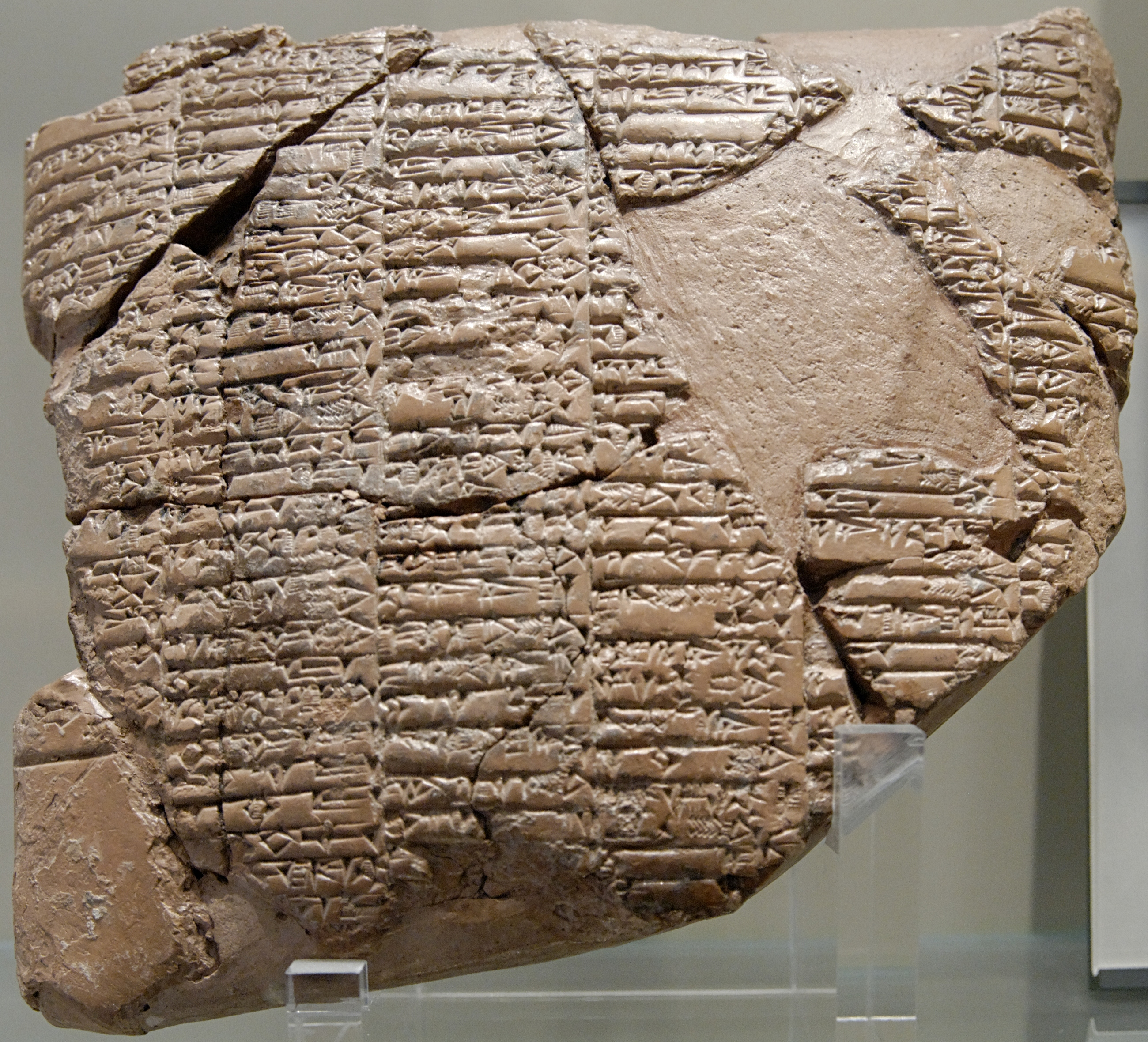
Trattato di alleanza rinvenuto a Susa tra Naram-Sin e Khita (?), un principe di Awan (lingua elamica trascritta in cuneiforme; argilla; 2250 a.C. ca.; Museo del Louvre)

Fu figlio di Manishtushu e padre di Shar-kali-sharri. Secondo la cronologia media, regnò dal 2254 al 2218 a.C.
Il nome Narām-Sîn (in cuneiforme  𒀭𒈾𒊏𒄠𒀭𒂗𒍪) significa 'amato da Sin' o 'caro a Sin', con riferimento alla divinità Sin (in sumero, Nanna), ed era normalmente scritto na-ar-am-dEN.ZU. I primi tre segni esprimono la parola naram ('caro a'), mentre il nome del dio lunare Sin era espresso dal logogramma EN.ZU (da leggere ZU.EN > Su'en > Sin).

## La conquista delle quattro parti del mondo
Dopo Sargon di Akkad, fondatore della dinastia accadica, regnano in Mesopotamia i suoi due figli Rimush e Manishtushu. Sotto la guida di Naram-Sin, l'impero accadico sembra raggiungere il suo apice. Sargon aveva conquistato Sumer (cioè la Bassa Mesopotamia), Rimush aveva domato due ribellioni delle città sumeriche e sconfitto una coalizione composta dall'Elam, da Barakhshi e da Zakhara, mentre Manishtushu aveva organizzato una spedizione contro l'Anshan, nell'altopiano iranico, a testimonianza delle mire commerciali degli Accadi verso quella direzione e della capacità dell'impero di muoversi in un ampio raggio.
All'inizio del suo regno, Naram-Sin riuscì a portare il dominio accadico ad est controllando l'Elam, almeno fino a Barakhshi (così dicono le sue iscrizioni): se non poté abbattere l'intera confederazione elamica, resta vero che la dinastia elamica di Awan entra in crisi a questo punto. Non solo: Susa finirà per essere controllata da un ensi accadico e l'intera Susiana subirà un processo di solida "accadizzazione". Per quanto riguarda l'attività bellica di Naram-Sin verso il nord, vanno distinte due fasi, come suggeriscono le iscrizioni reali: in una prima fase, il re giunge fino a Talkhat e si vanta di avere conquistato Subartu (la futura Assiria), "fino alla foresta dei cedri"; si può pensare che il suo dominio sia giunto al monte Amano o che abbia persino coperto tutta la Mesopotamia, fino all'arco montano (che, da ovest a est è definito dall'Amano, dal Tauro, dagli Zagros). Egli, infatti, dichiara di avere sottomesso gli ensi di Subartu e i signori del "paese alto". Tali indicazioni non vanno forse intese come informazioni di sapore geografico (il "paese alto" sarebbe il territorio intorno al fiume Khabur e il medio Eufrate in genere), ma piuttosto come uno schema sociopolitico: gli ensi indicano i signori delle città della vallata, mentre i signori del paese alto sarebbero i capi delle confederazioni tribali che abitano la steppa.
In una seconda fase, Naram-Sin giunse fino al Mediterraneo, distruggendo Armanum ed Ebla: la distruzione di quest'ultima fece sensazione nel mondo antico.
Sembra, insomma, che, con Naram-Sin, si realizzi effettivamente quella conquista dal Mare Superiore (Mar Mediterraneo) al Mare Inferiore (Golfo Persico), che finirà per avere un ruolo ideologico preminente in tutta la storia del Vicino Oriente antico. L'estendersi dell'impero accadico a tutta la Mesopotamia, entro l'arco montano, appare confermato dalla posizione delle iscrizioni di Naram-Sin: se ne trovano, infatti, a Ninive (Subartu), a Basetki (ancora più a monte), a Diyarbakır, ed esiste poi un palazzo di Naram-Sin a Tell Brak.

## Divinizzazione

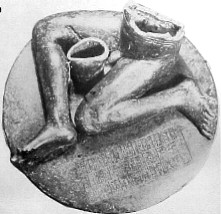
La Statua di Bassetki, in rame, prodotta con la tecnica della cera persa, contiene il testo che riferisce della divinizzazione di Naram-Sin

Fu il primo re della Mesopotamia a proclamarsi divino ("dio della sua terra") e il primo a essere chiamato "re dei quattro angoli del mondo". Commerciò con la Civiltà della valle dell'Indo e controllò una vasta porzione di territorio lungo il Golfo Persico. Naram-Sin espanse il suo impero sconfiggendo il re di Magan al limite meridionale del golfo e conquistando le tribù delle colline nelle montagne del Tauro.
Costruì centri amministrativi a Ninive e Nagar.
Secondo la mitologia mesopotamica la dea Inanna abbandonò l'antica capitale Akkad a causa del saccheggio effettuato da Naram-Sin del tempio del dio Enlil (il tempio è chiamato anche Ekur o Duranki) a Nippur. Irato, Enlil avrebbe fatto scendere la tribù dei Gutei dalle colline, portando malattie, carestia e morte in tutta la Mesopotamia. Per impedire questo tragico destino otto altre divinità decretarono che Akkad dovesse essere distrutta per poter risparmiare le altre città. Questo racconto è di sapore mitologico, ma suggerisce che le razzie dei Gutei, che determinarono la caduta dell'Impero accadico, iniziarono proprio in questo periodo.
La famosa stele della vittoria di Naram-Sin lo rappresenta come un gigantesco dio-re (adornato di un elmo con le corna), mentre troneggia sopra i suoi soldati e i nemici. La stele della vittoria fu spezzata nella parte in alto quando fu rubata e trafugata dagli Elamiti, ma rivela pur sempre in modo sorprendente l'orgoglio e la gloria e la divinità di Naram-Sin. Questa è probabilmente la prima volta nella storia in cui un re è stato rappresentato come un dio. Lo stile del bassorilievo rappresenta una rottura rispetto ai canoni tradizionali, perché utilizza elementi grafici diagonali invece di un formato orizzontale per narrare la storia.